# Newtownforbes
Newtownforbes (irl. An Lios Breac) – wieś w Irlandii, w prowincji Leinster, w hrabstwie Longford. Według danych szacunkowych Głównego Urzędu Statystycznego Irlandii, w kwietniu 2016 roku miejscowość liczyła 778 mieszkańców.
We wsi znajduje się Kościół pw św. Pawła, który został zbudowany lub przebudowany w 1829 roku na planie krzyża i znajduje się przy głównej ulicy. Szczególnie godną uwagi cechą są ławki skrzynkowe z panelami polowymi, które są uważane za jedne z ostatnich pozostałych przykładów w Irlandii.